# بهمن‌آباد (کوهرنگ)
بهمن‌آباد روستایی است در شهرستان کوهرنگ، بخش بازفت، استان چهارمحال و بختیاری.